# イエス/ライブ 1975
イエス/ライブ 1975（Yes: Live - 1975 at Q.P.R.）は、イングランドのプログレッシブ・ロック・バンドであるイエスの1975年のライブ映像を収録したビデオ・ソフトである。

## 概要
イエスは1974年にアルバム『リレイヤー』を発表し、翌1975年4月15日からイギリス・ツアーを催行した。本作はツアーの一環として5月10日にイングランドのクイーンズ・パーク・レンジャーズで約25000人の観客を集めて開催されたライブ・コンサートの模様を収録した。映像はカラー。音声はモノラル。
メンバーは『リレイヤー』を制作したジョン・アンダーソン、クリス・スクワイア、スティーブ・ハウ、アラン・ホワイト、パトリック・モラーツである。1曲目に「サウンド・チェイサー」が演奏されるのを初め、「トゥ・ビー・オーヴァー」「錯乱の扉」と『リレイヤー』の収録曲が全て披露されている。本作はモラーツ在籍時のライブ演奏を捉えた唯一の公式映像である。
収録時の機材のトラブルの為に、前半の音声のバランスが極めて悪い。この為、本作の一般発売計画はしばらく中止になっていた。
収録時間は約150分。日本では1993年にレーザーディスク(2枚組)/ビデオテープで株式会社ビデオアーツジャパンからリリース。その後2枚のディスクをVol.1/Vol.2に分割したバージョンがリリースされ、さらに1998年、コロムビアミュージックエンタテインメントから分割バージョンのDVD盤がリリースされている。

## 収録曲
ディスク1
サイド1
1. イントロダクション(火の鳥より)～サウンド・チェイサー (9:57)
2. 危機 (19:22)
i 着実な変革
ii 全体保持(トータル・マス・リテイン)
iii 盛衰
iv 人の四季
3. トゥ・ビー・オーヴァー (9:26)

サイド2
4. 錯乱の扉 (22:06)
5. アイヴ・シーン・オール・グッド・ピープル～ムード・フォー・ア・デイ (4:55)
6. 遥かなる想い出 (5:10)
7. クラップ (3:08)

ディスク2
サイド1
1. 同志 (9:30)
i 人生の絆
ii 失墜
iii 牧師と教師
iv 黙示
2. 儀式 (24:30)
サイド2
3. ラウンドアバウト (7:57)
4. スウィート・ドリームス (5:48)
5. ユアズ・イズ・ノー・ディスグレイス (12:15)
備考
ディスク/サイドの類別、演奏時間は2枚組レーザーディスクのもの。

## エピソード
- モラーツがかなりのミスタッチをしているのがわかる。彼が「ライヴでの状況判断が鈍い」と評価される[要出典]のは、本作の影響が大きいといわれている。彼がライヴでミスを連発するのは他の公演を収録したブートレッグでも時折聞かれる。
- 「遥かなる想い出」「クラップ」「同志」「儀式」「スウィート・ドリームス」が、1976年6月20日にNHK総合テレビジョンの洋楽番組『ヤング・ミュージック・ショー』で放映された[注釈 5][2][3]。